# The Rolling Stones 2nd British Tour 1965
The Rolling Stones 2nd British Tour 1965 es una gira de conciertos que realizó la banda en 1965. Comenzó el 24 de septiembre de 1965 y concluyó el 17 de octubre del mismo año. 
Realizaron 48 shows en el transcurso de toda la gira.

## Miembros de la banda
- Mick Jagger voz, armónica
- Keith Richards guitarra
- Brian Jones guitarra, voz
- Bill Wyman bajo
- Charlie Watts batería

## Fechas
- 24/09/1965  Londres, Astoria Theatre, Finsbury Park (2 shows)
- 25/09/1965  Southampton, Gaumont Theatre (2 shows)
- 26/09/1965  Bristol, Colston Hall (2 shows)
- 27/09/1965  Cheltenham, Odeon Theatre (2 shows)
- 28/09/1965  Cardiff, Wales, Capitol Theatre (2 shows)
- 29/09/1965  Shrewsbury, Granada Theatre (2 shows)
- 30/09/1965  Hanley, Gaumont Theatre (2 shows)
- 01/10/1965  Chester, ABC Theatre (2 shows)
- 02/10/1965  Wigan, ABC Theatre (2 shows)
- 03/10/1965  Mánchester, Odeon Theatre (2 shows)
- 04/10/1965  Bradford, Gaumont Theatre ((2 shows)
- 05/10/1965  Carlisle, ABC Theatre (2 shows)
- 06/10/1965  Glasgow, Escocia, Odeon Theatre (2 shows)
- 07/10/1965  Newcastle, City Hall (2 shows)
- 08/10/1965  Stockton-on-Tees, ABC Theatre (2 shows)
- 09/10/1965  Leeds, Odeon Theatre (2 shows)
- 10/10/1965  Liverpool, Empire Theatre (2 shows)
- 11/10/1965  Sheffield, Gaumont Theatre (2 shows)
- 12/10/1965  Doncaster, Gaumont Theatre (2 shows)
- 13/10/1965  Leicester, De Montfort Hall (2 shows)
- 14/10/1965  Birmingham, Odeon Theatre (2 shows)
- 15/10/1965  Cambridge, Regal Theatre (2 shows)
- 16/10/1965  Northampton, ABC Theatre (2 shows)
- 17/10/1965  Londres, Granada Theatre, Tooting (2 shows)